# Мужик, медведь и лиса
«Мужик, медведь и лиса» — русская народная сказка, записанная фольклористом А. Н. Афанасьевым. Варианты сказки имеют номера 23—26 в первом томе его сборника «Народные русские сказки».
Печаталась в сборниках русских сказок, выпускалась также отдельной книгой и в виде аудиосказок.

## Сюжет
Существует несколько версий этой сказки, записанных в Тульской губернии (№ 23), в Липецком уезде Тамбовской губернии (№ 24), в Архангельской губернии (№ 25) и в Новогрудском уезде Гродненской губернии (№ 26).
К крестьянскому мужику, пашущему ниву, пришёл медведь с угрозой убить его. Крестьянин ответил ему, что лучше пусть он дождётся урожая репы и получит себе его часть: вершки, а корешки останутся мужику. Когда урожай созрел и мужик начал копать репу, из леса вышел медведь за своей частью и остался доволен честным разделом, получив от репы ботву. А мужик повёз свою часть — корешки — продавать в город. Снова его встретил медведь и захотел попробовать то, что досталось крестьянину. Поняв, что у репы главное — вкусные корешки, обиженный медведь предупредил мужика, чтобы в лес по дрова к медведю не совался!
Когда настала зима, мужик использовал для печи все имеющиеся у него деревянные вещи и вынужден был поехать за дровами в лес. Повстречавшейся лисе он объяснил ситуацию, на что она сказала мужику: ты дрова руби, а если медведь появится, я буду шуметь, отвлекая его. Когда медведь прибежал к мужику тот рубил дрова, и спросил: что за шум в лесу, мужик сообщил, что это волков и медведей ловят. Медведь попросился спрятать у мужика на санях под дровами — там его мужик обухом топора и поколотил до смерти.
Лисица за свою помощь напросилась к крестьянину на угощение, но возле дома он натравил на неё собак — лиса еле в нору успела скрыться. Выяснив в норе, что при бегстве хвост якобы ничем ей не помогал — высунула его из норы — собаки за хвост вытащили лису и съели.

## В культуре
- В 1974 году режиссёром Леонидом Носыревым по мотивам этой сказки был создан рисованный мультипликационный фильм «Вершки и корешки».
- В 1982 году в СССР на киностудии «Беларусьфильм» был выпущен кукольный мультфильм «Лиса, медведь и мужик».
- В 1989 году Егором Летовым, музыкантом и поэтом, была написана песня "Вершки и корешки", которая дала название целому сольному акустическому альбому.